# Branislau Tarașkevici
Branislau Adamavici Tarașkevici (în belarusă Браніслаў Адамавіч Тарашкевіч, în grafia Łacinka: Branisłaŭ Taraškievič, în rusă Бронислав Адамович Тарашкевич, în lituaniană Bronislavas Taraškevičius, în poloneză Bronisław Adamowicz Taraszkiewicz  ; n. 20 ianuarie/1 februarie 1892, Mačiuliškės⁠(d), uezdul Vilna⁠(d), gubernia Vilna, Imperiul Rus – d. 29 noiembrie 1938, Miensk, RSS Bielorusă, URSS) a fost un politician și lingvist bielorus. 
El a fost creatorul primei standardizări a limbii bieloruse moderne la începutul secolului al XX-lea. Standardul lingvistic a fost ulterior rusificat de către autoritățile sovietice. Cu toate acestea, versiunea prerusificată (clasică) a acestui standard a fost și încă este utilizată în mod activ de către intelectuali și diaspora belarusă și este denumită informal ca Taraškievica, după numele lui Branislau Tarașkevici. 

## Biografie
S-a născut în satul Mațiulișki (în lituaniană Mačiuliškės) din gubernia Vilna (în prezent în județul Vilnius din Lituania) într-o familie țărănească și a fost singurul copil al familiei care a avut parte de educație. A studiat la gimnaziul din Vilna (1906-1911), pe care l-a absolvit cu o medalie de argint. În 1916 a absolvit Facultatea de Istorie și Filologie a Universității din St. Petersburg. Sub îndrumarea lui A. A. Șahmatov și E. F. Karski a elaborat un standard gramatical bielorus. A lucrat ca profesor de greaca veche și de latină. El a tradus, printre altele, poemul epic polonez Pan Tadeusz în limba bielorusă, iar în 1969 un liceu în limba bielorusă din Bielsk Podlaski a primit numele lui.
În 1917 a fost unul dintre conducătorii organizației socialiste din Belarus. În 1918 a condus departamentul cultural și educațional al filialei Petrograd a Comisariatului Național Belarus (Belnațki) și a colaborat la redactarea ziarului Dzeannița. În 1919 a devenit profesor de bielorusă și greacă la Institutul Pedagogic din Minsk, iar un an mai târziu a fost numit șeful sectorului belarus al Ministerului Educației din Republica Lituaniei Centrale. După ce Belarusul de Vest a fost anexat de Polonia, Branislau Tarașkevici a devenit membru al Comitetului Electoral Central din Belarus, iar începând din 1921 director al gimnaziului din Vilnius. În anii 1920 Tarașkevici a fost, de asemenea, membru al lojilor masonice „Tomas Zan” din Vilna și „Pravda” din Varșovia.
Tarașkevici a fost deputat în Parlamentul Polonez (Sejm) în perioada 1922-1927, îndeplinind o perioadă (1922-1924) funcția de președinte al grupului parlamentar al deputaților bieloruși (Беларускі пасольскі клуб, Belaruski pasol'ski klub). În prima perioadă a activității parlamentare a avut o orientare polonofilă, deși a criticat de la tribuna Seimului politicile naționale și sociale ale guvernului polonez. În februarie 1924, împreună cu Radoslav Ostrovski și Aleksandr Vlasov, a participat la crearea parteneriatului belaruso-polonez (BOD) din Vilna, pentru care a fost înlăturat  din funcția de președinte al grupului parlamentar al deputaților bieloruși. După aceea, el s-a apropiat de aripa stângă a BOD. La 24 iunie 1925, împreună cu Semion Rak-Mihailovski, Pavel Voloșin și Piotr Metla, s-a retras din BOD și a fondat Uniunea Muncitorilor și Țăranilor Bieloruși. Având legături strânse cu conducătorii organizației clandestine a Partidului Comunist din Belarusul de Vest (KPZB), Tarașkevici a devenit în ianuarie 1926 membru al partidului și a participat la Congresul al III-lea al organizației.
În ianuarie 1927 a fost arestat de autoritățile poloneze, iar în mai 1928 a fost condamnat la 12 ani de închisoare. În mai 1930 Tarașkevici a fost eliberat din închisoare înainte de îndeplinirea termenului. A participat în mod activ la campania electorală a Partidului Comunist pentru Parlamentul Polonez și a condus comitetul electoral al Uniunii Muncitorilor și Țăranilor Bieloruși „Zmaganne”. A locuit o perioadă în orașul liber Danzig (Gdansk). În februarie 1931 a fost arestat din nou de autoritățile poloneze, în timp ce încerca să treacă pe teritoriul polonez de la Danzig la Berlin. În noiembrie 1932 a fost condamnat la opt ani de închisoare.
În septembrie 1933 a fost trimis în Uniunea Sovietică în urma unui schimb de prizonieri politici între Polonia și URSS, în schimbul lui Franțișceak Aliahnovici, un jurnalist și dramaturg bielorus întemnițat în Gulag. A locuit la Moscova și a fost șeful departamentului Polonia și Statele Baltice al Institutului Agrar Internațional.
Tarașkevici a căzut victimă Marii Epurări de la sfârșitul anilor 1930. A fost arestat la 6 mai 1937 sub falsa acuzație că a organizat Centrul Naționalist Bielorus și a fost condamnat la 5 ianuarie 1938 la pedeapsa capitală cu o amânare de zece luni. A fost executat prin împușcare la 29 noiembrie 1938 la Kommunarka. Ulterior, la 26 ianuarie 1957, a fost reabilitat.

## Legături externe
- 2 pages from original Belarusian grammar by Branislaw Tarashkevich